# Mi amor sin tiempo
Mi amor sin tiempo er en mexicansk tv-serie fra 2024. Hovedrollerne spilles af henholdsvis Karla Esquivel (Fátima), Andrés Baida (Sebastián), Leticia Calderón (Greta), Juana Arias (Bárbara), Mane de la Parra (Daniel), Karyme Lozano (Renata), Alejandro Camacho (Federico) og Michael Ronda (Adrián).